# لازاروس کریستودولوپوس
لازاروس کریستودولوپولوس (یونانی: Λάζαρος Χριστοδουλόπουλος؛ زاده ۱۹ دسامبر ۱۹۸۶) بازیکن فوتبال اهل یونان است.

## باشگاهی
از باشگاه‌هایی که در آن بازی کرده‌است می‌توان به پائوک، پاناتینایکوس، بولونیا، هلاس ورونا، سمپدوریا، آ.ا. ک آتن و المپیاکوس اشاره کرد.

## تیم ملی
وی همچنین در تیم ملی فوتبال یونان بازی کرده‌است.